# Un second souffle
Pour les articles homonymes, voir Second souffle.
Pour plus de détails, voir Fiche technique et Distribution.
Un second souffle (titre allemand : Ein Mann kommt in die Jahre) est un film franco-allemand réalisé par Gérard Blain et sorti en 1978.

## Synopsis
François Davis, alerte quinquagénaire et chirurgien-dentiste, a quitté femme et enfant pour vivre avec Catherine, de 30 ans sa cadette. La découverte de la liaison de Catherine avec un homme de son âge et un accident de moto vont amener François à se remettre en question…

## Fiche technique
- Titre : Un second souffle
- Titre allemand : Ein Mann kommt in die Jahre
- Titre original : Un second souffle
- Réalisation : Gérard Blain
- Scénario : Gérard Blain, Michel Pérez
- Assistant réalisateur : Gérard Frot-Coutaz
- Musique : Jean-Pierre Stora, François Rauber
- Direction de la photographie : Emmanuel Machuel
- Son : Robert Aumeunier, Alex Pront
- Décors : Nicole Rachline
- Montage : Jean-Philippe Berger
- Pays de production :  France,  Allemagne de l'Ouest
- Langue de tournage : français
- Producteur : Louis Duchesne
- Sociétés de production : Cinépol (France), TF1 Films Productions (France), Janus Films und Fernseh-Produktion GmbH (Allemagne)
- Sociétés de distribution : Gaumont, Noblesse Oblige Distribution
- Format : couleur par Eastmancolor — 1.66:1 — son monophonique — 35 mm
- Genre : drame
- Durée : 95 minutes
- Date de sortie : 
  - France : 13 septembre 1978

## Distribution
- Robert Stack : François Davis
- Anicée Alvina : Catherine
- Sophie Desmarets : Louise Davis, la femme de François
- Mareike Carrière : Sophie, la fille de François
- Frédéric Meisner : Marc, l’amant de Catherine
- César Chauveau : le frère de Catherine
- Annie Kovacs : la mère de Catherine